# Celeborn
Celeborn är en fiktiv rollfigur i J.R.R Tolkiens värld om Midgård. Han var en Sindaralv från Doriath och var en adelsman av Falmari. Han blev känd för att ha gift sig med den berömda Galadriel av Noldor och blev så småningom Lothlóriens herre. Han är mestadels en obetydlig karaktär i Sagan om Ringen, för trots hans gärningar i Midgårds första ålder så finns det bara lite fakta om honom som person, eftersom han oftast är i skuggan av sin hustru.
Det sägs att Celeborn var den klokaste alven i hela Midgård under slutet av den tredje åldern. Under Ringens krig försvarade Celeborn Lothlórien från Saurons styrkor och ledde anfallet mot fiendens fäste i Dol Guldur. Efteråt stannade Celeborn kvar i Midgård under en tid i början av den fjärde åldern, men så småningom tog han med sin fru för att lämna Midgård och resa till Valinors förlovade land.

## Biografi

### Första Åldern
Celeborn var en prins av Doriath och en frände till Thingol, som var Doriaths konung. Celeborn sades vara sonson till Thingols bror Elmo. Celeborns far var Galadhon och han hade en bror som hette Galathil. Celeborn var lång och han hade svart hår. Alverna i Doriath var sindaralver - de som stannade kvar i Beleriand medan andra alver gjorde den stora resan till Valinor.
Omkring år 52 i den första åldern kom alvdamen Galadriel till Doriath. Galadriel var en noldoralv som hade kommit till Midgård från Valinor, till Valars trots, för att hämta Silmarillerna som hade stulits av Morgoth. Celeborn och Galadriel blev då förälskade i varandra och gifte sig. Det är oklart om hur länge Celeborn och Galadriel bodde i Beleriand. Enligt en berättelse så lämnade de Beleriand och passerade Blå Bergen i Eriador efter Nargothronds fall år 495. Men enligt en annan berättelse så stannade de i Beleriand fram till slutet av den första åldern.
Runt år 502 sammankallade kung Thingol av Doriath några dvärghantverkare för att sätta på en Silmarill på Nauglamir, dvärgarnas mytomspunna halsband. Dvärghantverkarna eftertraktade halsbandet, i synnerhet till Silmarillen, och de krävde att Thingol skulle ge det till dem. När Thingol vägrade detta dödade de honom och tog halsbandet med Silmarillen. Dvärghantverkarna förföljdes av Doriaths alver, som dödade dvärgarna och tog tillbaka halsbandet. Men två dvärgar lyckades fly och återvända till Nogrod i Blå bergen, där de samlade sina fränder för att söka hämnd på alverna i Doriath. En armé av dvärgar attackerade Doriath och besegrade alverna. De tog halsbandet på nytt, men det togs återigen tillbaka av människan Beren, blivande make till Lúthien som var dotter till alvkonungen Thingol.
Doriath var kort därpå återbebott av Berens son Dior, men Fëanors söner kom till Doriath för att försöka ta Silmarillen. Trots att Diors spädbarnsdotter Elwing lyckades fly med Silmarillen blev Dior dödad och Doriath blev ödelagt. Celeborns misstro på dvärgarna började vid denna tid. Hans roll i dessa händelser är okänt, men det har berättats att Celeborn och Galadriel lyckades fly från Doriath. Den första åldern avslutades när Vredens krig avslutades, där Morgoth blev besegrad. Beleriand förstördes under kriget och sjönk under havet. Många av noldoralverna återvände till Valinor, medan Galadriel stannade kvar i Midgård med Celeborn.

### Andra Åldern
Celeborn och Galadriel bodde förmodligen under en tid i Lindon, ett kustområde väster om Blå bergen. Gil-galad var högkonungen över alverna som bodde i Lindon. Men många av alverna i Harlindon – som låg i den södra delen av Lindon – bestod av sindaralver och det sägs att Celeborn styrde över en förläning där under Gil-galad. Under början av den andra åldern så sägs det att Celeborn och Galadriel flyttade österut till Eriador med ett antal alver i deras följe. De kan ha bott ett tag nära Evendimsjön. Deras dotter Celebrían kan ha varit född under denna tid. De började röra sig österut igen runt år 700 av den andra åldern, eftersom Galadriel kände en växande ondska i Midgård som hon kände sig skyldig att motsätta sig till.
Eregion grundades år 750 och Galadriel och Celeborn sägs ha besökt riket under en tid tillsammans med Celebrimbor och alvsmederna. Alverna i Eregion hade kontakter med dvärgarna i Khazad-dûm i närheten. Men Celeborn tvivlade på dvärgarna och ville inte besöka Khazad-dûm, trots att dvärgarna där inte hade något att göra med Doriaths förintelse. Alverna i Eregion hade också kontakt med alverna i Lothlórien på andra sidan av Dimmiga bergen. Enligt en berättelse gick Galadriel till Lothlórien för att bosätta sig där runt år 1350 till 1400, medan Celeborn stannade i Eregion. Men i andra berättelser sägs det att både Galadriel och Celeborn stannade i Eregion. Sauron kom förklädd till Eregion år 1200 och lurade där alvsmederna för att smida Maktens ringar under hans undervisning år 1500. År 1600 smidde Sauron därpå en egen ring för att härska över de andra ringarna, och alverna gömde då undan Maktens ringar så att han inte skulle få tag på dem. Sauron blev då rasande och attackerade Eregion år 1697. Celeborn ledde ett motanfall från Eregion för att möta förtruppen av Saurons stora armé. Celeborn lyckades driva bort fienden tills förstärkningar från Lindon kom under ledning av Elrond. Men Saurons armé var större än deras och så småningom blev hela Eregion ockuperat av Sauron och ödelades. Celebrimbor dödades och Sauron tog människornas nio ringar och minst sex av dvärgarnas sju ringar. Men till slut drevs Sauron tillbaka från Eregion och retirerade till Mordor år 1701. 
Man vet inte var Celeborn och Galadriel gick därefter, efter Eregions förintelse. Celeborn kan ha gått till Lothlórien för att hjälpa till att stärka landets försvar mot Sauron. Han och Galadriel kan ha bott där en tid, men de blev inte härskarna över Lothlorien då. På den tiden var Amdír kungen av Lothlórien, men han dödades i den sista alliansens krig mot Sauron i slutet av den andra åldern och efterträddes av sin son Amroth.

### Tredje Åldern
Celeborn och Galadriel kan ha bott en tid i Vattnadal, hemma hos Elrond. Vid något tillfälle kan de ha rest till kustregionen Belfalas i södra Midgård för att bo nära havet. Celeborns och Galadriels dotter Celebrían gifte sig med Elrond år 109 i den tredje åldern. Elrond och Celebrían fick senare tre barn: tvillingsönerna Elladan och Elrohir, som föddes år 130, och en dotter vid namn Arwen, född år 241.
Runt år 1050 byggdes ett fäste vid namn Dol Guldur nära floden Anduin utanför Lothlórien av en svartkonstnär, som i själva verket var Sauron. Celeborn och Galadriel sägs ha återvänt till Lothlórien att undersöka Dol Guldur för att garantera att Lothlróien inte var hotat. Men efter en tid lämnade de Dol Guldur och återvände till Vattnadal. Lothlórien förblev säkert under kung Amroths styrelse. En Balrog vaknade i Khazad-dûm år 1980. Många av Lothlórien alver flydde från landet, inklusive Amroths älskare Nimrodel. Amroth följde med Nimrodel och han dog senare till sjöss. Lothlórien blev då utan ledare, så Celeborn och Galadriel återvände dit och blev Lothlóriens nya härskare år 1981. De bosatte sig i huvudstaden Caras Galadhon.
År 2509 var Celebrían på väg till Lothlórien för att besöka sina föräldrar, men hon blev tillfångatagen av orcher i Rödhornspasset. Celebrían räddades av sina söner Elladan och Elrohir, men hon blev alltför rädd för att stanna kvar i Midgård och bestämde sig då för att lämna Midgård redan nästa år och resa till Valinor.
År 2941 drevs Sauron bort från Dol Guldur av det Vita rådet – där Galadriel var medlem. Men Sauron var beredd på angreppet och återvände till Mordor. Han skickade därefter sina Nazgûler under ledning av Khamûl för att ockupera Dol Guldur på nytt.
I december 3018 gav Elladan och Elrohir besked till Celeborn och Galadriel om att Ringens Brödraskap skulle resa till Mordor för att förstöra den enda ringen. Brödraskapet kom till Lothlórien den 15 januari 3019 och fördes till Caras Galadhon för att träffa Celeborn och Galadriel två dagar senare. Det var då som Celeborn välkomnade dvärgen Gimli, trots sin misstro mot dvärgarna, och sade att han hoppades på att det nu skulle kunna finnas en vänskap mellan folken ännu en gång. Celeborn fick då reda på att balrogen i Khazad-dûm hade angripit brödraskapet och vid ett fall i en avgrund dragit med sig trollkarlen Gandalf i fallet. Celeborn blev då arg och ångrade att brödraskapet fick tillträde till Lothlorien, men Galadriel lugnade ner honom och bad om ursäkt till Gimli. Celeborn lovade att hjälpa Brödraskapet på deras resa till Mordor. Dagen före deras avresa från Lothlórien diskuterade Celeborn med Brödraskapet om vilken rutt de ska resa till och han erbjöd dem båtar för att underlätta deras resa ner längs floden Anduin. Under nästa dag den 16 februari förberedde Celeborn och Galadriel en fest för Brödraskapet och gav dem gåvor.
Lothlórien anfölls tre gånger av Dol Guldurs styrkor under Ringens krig: den 11, 15 och 22 mars år 3019. Var och en av dessa attacker drevs bort av Lothlóriens styrkor under ledning av Celeborn och Galadriel. När Saurons ring förstördes och Sauron besegrades för gott ledde Celeborn en styrka över Anduin och förintade Dol Guldur den 28 mars. Den 6 april mötte Celeborn kung Thranduil av Mörkmården och diskuterade om herraväldet över skogen. Thranduil behöll styret i den norra delen av skogen, medan den centrala delen gavs till Beorningarna och skogsfolket. Celeborn tog över den södra delen av skogen och som blev en del av Lothlórien.
Celeborn och Galadriel ledsagade sitt barnbarn Arwen till Minas Tirith, där hon gifte sig med kung Aragorn. Celeborn och Galadriel reste sedan till Rohan och deltog i kung Théodens begravning. På vägen hem mötte de Lavskägge vid Isengård. Under deras resa kommunicerade Celeborn och Galadriel ibland telepatiskt med Elrond och Gandalf och erinrade om sin tid i Midgård. Den 13 september passerade Celeborn och Galadriel Rödhornsporten och återvände till Lothlórien. 
Galadriel lämnade Midgård och återvände till Valinor år 3021 i slutet av den tredje åldern. Celeborn stannade kvar i Lothlorien, men efter några år började han tröttna på Midgård. Han lämnade sitt rike och bosatte sig i Vattnadal med sina sonsöner Elladan och Elrohir under en tid i början av den fjärde åldern. Så småningom bagav sig Celeborn till Grå hamnarna och seglade till Valinor där han kunde återförenas med sin fru och dotter.

## Etymologi
Namnet Celeborn betyder "Silverträd" på sindarin, bestående av celeb ("silver"), och orn "träd"). Men uppenbarligen kom Celeborn som personnamn att betyda "Silverlång", där elementet orn kommer från ornā ("resning", "lång" ). Detta namn syftar på Celeborns silverhår och hans längd.
Teleporno är Celeborns namn på Telerin. Betydelsen är densamma.

## Film
I Radioteaterns uppsättning av Sagan om ringen från 1995 röstades Celeborn av Claes Ljungmark. 
I Peter Jacksons filmtrilogi om Härskarringen spelades Celeborn av Marton Csokas. 